# West Hollywood
West Hollywood è una città appartenente alla contea di Los Angeles in California.
È nota per ospitare la parte di Sunset Boulevard nota come Sunset Strip, dove sono presenti numerosi locali notturni, ristoranti, boutique, hotel e club rock.
Vi si trova l'albergo Chateau Marmont, noto per essere il luogo dove morì John Belushi nel 1982. Sempre a West Hollywood vi è il locale Viper Room, di proprietà di Johnny Depp, dove nel 1993 morì l'attore River Phoenix, il Whisky a Go Go, molto frequentato dai The Doors per le loro esibizioni live a fine anni '60, e il Rainbow Bar & Grill, frequentato da icone rock come Billy Idol, Guns'n'Roses e Lemmy Kilmister dei Motorhead. 
Nella città si trova anche il Cedars-Sinai Medical Center, famoso ospedale, in cui sono morti Frank Sinatra, Elizabeth Taylor, Notorious B.I.G. e Brittany Murphy.
La città è nota anche per la sua comunità gay, una delle più numerose degli Stati Uniti.